# Gare de Kleinblittersdorf
La gare de Kleinblittersdorf est une gare ferroviaire allemande, située sur le territoire de la commune de Kleinblittersdorf, dans le land de la Sarre. C'est l'une des trois gares de la commune avec les arrêts de Auersmacher et de Hanweiler. Elle appartient à la catégorie 6 des gares allemandes et est composée de trois voies. Depuis 2004 la gare n'est plus desservie que par le tram-train Saarbahn.

## Situation ferroviaire
La gare de Kleinblittersdorf se situe à l'ouest du centre de Kleinblittersdorf. Au sud de celle-ci, la Brückenstrasse croise la ligne de chemin de fer. Non loin de la gare, le pont de l'amitié traverse la Sarre. Depuis 1880 les habitants de Grosbliederstroff peuvent l'utiliser pour se rendre à pied à la gare de Kleinblittersdorf.

## Histoire
La construction d'un itinéraire reliant Sarreguemines à Sarrebruck en passant par Kleinblittersdorf est décidée par une loi du ministère prussien datant du 9 mars 1867 et par un traité entre la Prusse et la France. La construction commencée le 18 juin 1867 se termine en 1869. Toutefois la première locomotive ne circule qu'à partir du 23 mai 1870 en traversant le pont séparant Kleinblittersdorf et Sarreguemines. Le même jour sont ouvertes les stations le long de l'itinéraire.
La section située entre Brebach et la frontière à Hanweiler-Bad Rilchingen est électrifiée le 11 septembre 1981. À partir de septembre 1983 la ligne est électrifiée jusqu'à la gare de Sarreguemines.
En 1997 est introduit le système de tram-train Saarbahn reliant Sarreguemines à Sarrebruck. À cette occasion la gare de Kleinblittersdorf est reconstruite et une troisième voie est ajoutée. Le bâtiment historique de la gare a depuis été inscrit comme monument et est devenue privé. Les nouveaux quais ont été surélevés pour s'adapter au tram-train et déplacés de quelques mètres vers le sud. Une gare routière a également été aménagée pour les bus.
Depuis 2003, la Deutsche Bahn ne dessert plus cette gare.

## Service des voyageurs

### Desserte
La gare est desservie par la ligne 1 du tram-train Saarbahn toutes les 15 minutes en journée en direction du centre-ville de Sarrebruck ainsi qu'à Riegelsberg, Heusweiler et Lebach entre autres. Toutes les 30 ou 60 minutes le tram-train se rend à la gare de Sarreguemines en France en passant par les gares des deux quartiers de Kleinblittersdorf, Auersmacher et Hanweiler.

### Intermodalité
Des arrêts bus se trouvent à proximité immédiate du quai du tram-train. Des correspondances sont donc possibles avec les lignes 147, 501, 507, 552 et R14 du réseau SaarVV.
Une correspondance avec la ligne 129 du réseau Fluo Grand Est à l'arrêt "Pont de l'amitié" de Grosbliederstroff existe. Elle permet de se rendre en bus à Forbach et à Sarreguemines.